# ملعب جوزيه ألفالادي
ملعب خوسيه ألفالادي أو ملعب جوزيه ألفالادي هو ملعب كرة قدم يقع في لشبونة، عاصمة البرتغال، وهو الملعب الرسمي لنادي سبورتنغ لشبونة، وأكبر ملعب كرة قدم في البرتغال.
احتضن الملعب خمسة مباريات من كأس الأمم الأوروبية لكرة القدم 2004، حيث لعبت مباراة نصف النهائي بين البرتغال وهولندا عليه، والتي فازت بها البرتغال 2–1. يسع الملعب حوالي 50 ألف متفرج.

## أول مباراة
| فريق #1        |          | نتيجة |         | فريق #2         | تاريخ      |
| -------------- | -------- | ----- | ------- | --------------- | ---------- |
| سبورتنغ لشبونة | البرتغال | 1-3   | إنجلترا | مانشستر يونايتد | 06/08/2003 |

## مباريات دولية استضافها
| فريق #1  |          |     |                | فريق #2        | تاريخ      | عدد الحضور | المسابقة                                   | ملاحظات                   |
| -------- | -------- | --- | -------------- | -------------- | ---------- | ---------- | ------------------------------------------ | ------------------------- |
| السويد   | السويد   | 0-5 | بلغاريا        | بلغاريا        | 14/06/2004 | 31,652     | كأس الأمم الأوروبية لكرة القدم 2004        | دور المجموعات             |
| إسبانيا  | إسبانيا  | 1-0 | البرتغال       | البرتغال       | 20/06/2004 | 47,491     | كأس الأمم الأوروبية لكرة القدم 2004        | دور المجموعات             |
| ألمانيا  | ألمانيا  | 2-1 | جمهورية التشيك | جمهورية التشيك | 23/06/2004 | 46,849     | كأس الأمم الأوروبية لكرة القدم 2004        | دور المجموعات             |
| فرنسا    | فرنسا    | 1-0 | اليونان        | اليونان        | 25/06/2004 | 45,390     | كأس الأمم الأوروبية لكرة القدم 2004        | ربع النهائي               |
| البرتغال | البرتغال | 1-2 | هولندا         | هولندا         | 30/06/2004 | 49,679     | كأس الأمم الأوروبية لكرة القدم 2004        | نصف النهائي               |
| البرتغال | البرتغال | 1-7 | روسيا          | روسيا          | 13/10/2004 | 44,258     | تصفيات بطولة كأس العالم لكرة القدم 2006    | أكبر خسارة في تاريخ روسيا |
| البرتغال | البرتغال | 0-4 | بلجيكا         | بلجيكا         | 24/03/2007 | 48,009     | تصفيات كأس الأمم الأوروبية لكرة القدم 2008 |                           |
| البرتغال | البرتغال | 1-1 | صربيا          | صربيا          | 12/09/2007 | 47,000     | تصفيات كأس الأمم الأوروبية لكرة القدم 2008 |                           |
| البرتغال | البرتغال | 3-2 | الدنمارك       | الدنمارك       | 10/09/2008 | 43,000     | تصفيات بطولة كأس العالم لكرة القدم 2010    |                           |